# 佐世保市立三川内中学校

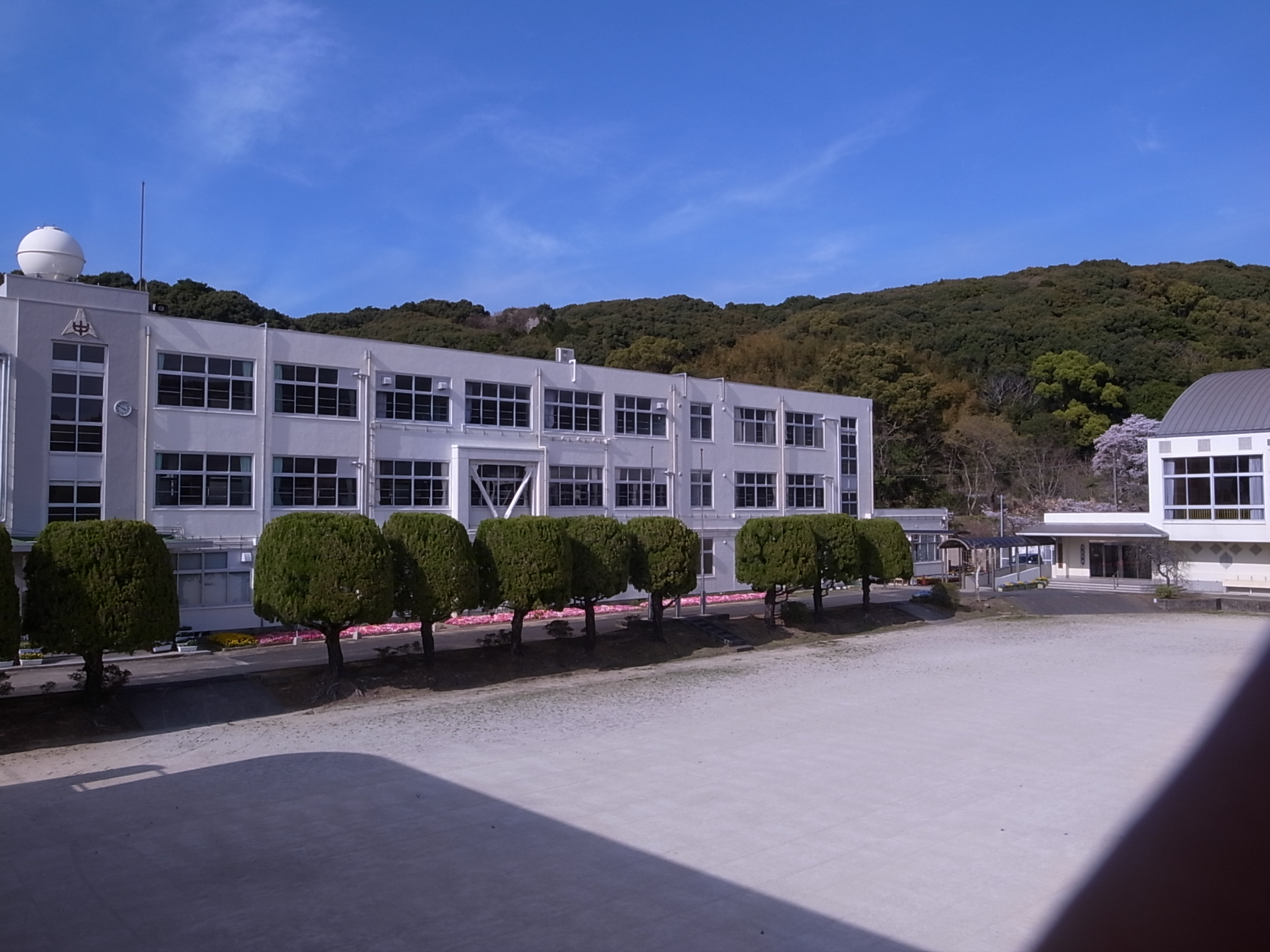
校舎

佐世保市立三川内中学校（させぼしりつ みかわちちゅうがっこう）は、長崎県佐世保市新行江（しんぎょうえ）町にある公立の中学校。

## 概要
佐世保市東部の三川内地域にある中学校。生徒数79名（特別支援学級の3名を含む、2021年度）。2017年（平成29年）に創立70周年を迎えた。学校前を流れる小森川に沿って、20万本のコスモスが植えられている。
校訓
「誠実、健康」
校章

校歌
西岳遠く　雲は湧き　小森川辺に　草萌えて　・・・
（作詞 田原南軒　作曲 富永定美　著作権情報不明）
生徒の歌声を三川内中学校ホームページで聴くことができる。

## 沿革
- 1947年（昭和22年）4月1日 - 学制改革（六・三制の実施）が行われた。
  - 折尾瀬国民学校の初等科が改組され「折尾瀬村立折尾瀬小学校」となった。
  - 折尾瀬国民学校の高等科が青年学校の普通科と統合され、新制中学校「折尾瀬村立折尾瀬中学校」が発足した。
- 1955年（昭和30年）4月1日 - 折尾瀬村が佐世保市に編入された。これにより「佐世保市立三川内中学校」（現校名）に改称した。
- 2006年（平成18年）4月1日 - 2学期制を導入した。
- 2008年（平成20年）9月 - 佐世保市立三川内小学校との間で親子給食を開始した。三川内小学校が親、三川内中学校が子となり、小学校で調理した給食を中学校へ配送する方式である。

## 教育方針
学校教育目標：自分の可能性を信じ、自ら学び、自ら鍛える生徒の育成

## 通学区域
・佐世保市
桑木場町（くわこばちょう）、新替町（しんがえちょう）、三川内本町（みかわちほんまち）、木原町（きはらちょう）、下の原町（しものはるちょう）、塩浸町（しおひたしちょう）、口の尾町（くちのおちょう）、横手町（よこてちょう）、心野町（ここんのちょう）、三川内町（みかわちちょう）、三川内新町（みかわちしんまち）、新行江町（しんぎょうえちょう）、吉福町（よしふくちょう）、 江永町（えながちょう）。

## 進学前小学校
佐世保市立三川内小学校

## 校区内の主な施設
- 三川内焼美術館（三川内焼伝統産業会館）
- デイリーヤマザキ 佐世保三川内本町店
- 佐世保国際カントリー俱楽部
- 佐世保市立三川内幼稚園
- 佐世保市立三川内小学校
- 佐世保市役所三川内支所
- 三川内中央運動公園
- 牧のうどん三川内店
- 三川内郵便局
- 三川内病院

## 交通
最寄りの鉄道駅
- JR九州 佐世保線 「三河内駅」

最寄りのバス停
- 西肥バス「三川内支所前」バス停

最寄りの幹線道路
- 国道35号
- 西九州自動車道「佐世保三川内IC」